# Neurogastroentérologie
La neurogastroentérologie est l'étude du contrôle nerveux des activités motrices et sécrétives du système digestif par les systèmes nerveux périphériques (ganglions paravertébraux et système nerveux entérique) et centraux (cerveau et moelle épinière).

## Histoire
La neurogastroentérologie est une discipline qui remonte aux travaux du médecin français Jean-François Frenel, découvreur du péristaltisme, en 1542.  Ce mécanisme fut ensuite étudié par William Bayliss et Ernest Starling au XIXe siècle en Angleterre.  Toutefois ce n'est qu'à la fin du XIXe siècle, que l'Allemand Paul Trendelenburg (de) observe qu'un segment d'intestin placé dans un bocal poursuit son activité motrice intrinsèque. 

## Sources
- Neurogastroentérologie
- Nous avons un troisième cerveau,le cerveau abdominal, Allez savoir!, n°21, octobre 2001.
- (en) Michael D. Gershon (en), The Second Brain, Harper Perennial, 1999,  (ISBN 978-0-0609-3072-1)